# Vegard Forren
Vegard Forren (ur. 16 lutego 1988 w Kyrksæterørze) – norweski piłkarz występujący na pozycji obrońcy. Zawodnik klubu Southampton F.C.

## Kariera klubowa
Forren karierę rozpoczynał w 2007 roku w czwartoligowym zespole KIL/Hemne. Jeszcze w tym samym roku przeszedł do klubu Molde FK z 1. divisjon. W sezonie 2007 wywalczył z nim awans do Tippeligaen. W lidze tej zadebiutował 30 marca 2008 roku w zremisowanym 0:0 pojedynku ze Stabæk IF. 16 maja 2009 roku w zremisowanym 2:2 spotkaniu z Rosenborgiem strzelił pierwszego gola w Tippeligaen. W 2009 roku wywalczył z zespołem wicemistrzostwo Norwegii, a także dotarł z nim do finału Pucharu Norwegii. W 2011 roku wraz z Molde zdobył mistrzostwo Norwegii.

## Kariera reprezentacyjna
W reprezentacji Norwegii Forren zadebiutował 18 stycznia 2012 roku w wygranym 1:0 meczu Pucharu Króla Tajlandii z Tajlandią.